# Chrysophyllum gonocarpum
Chrysophyllum gonocarpum, comúnmente llamada aguaí o aguaí anaranjado (del guaraní agua'i), es una especie de plantas de la familia  de las sapotáceas que es originaria de Sudamérica. El aguaí de pulpa anaranjada, es menos dulce y tierno que su similar aguaí blanco y por eso se lo come como mayormente como dulce en almíbar o confitura, a diferencia del aguaí blanco, que se come más como fruta fresca.

## Descripción
Es un árbol que tiene un  fruto comestible que alcanza un tamaño de 12 a 17 metros de altura, con copa densa, verde oscura y alargada, con abundantes ramas finas el tronco  es recto con aletas en la base. Externamente es gris oscura, su corteza es áspera y con grietas longitudinales, tiene pequeñas escamas que se desprenden fácilmente al tocarla. Al ser raspado presenta un color marrón claro, la corteza interna es de color blanquecino y despide también un látex blanco. Sus hojas son alternas, elípticas y miden de 7 a 18 centímetros de largo por 2 a 7 centímetros de ancho. Las flores son pequeñas (3-8 mm), blanco púrpura y con un suave olor fragante; se agrupan varias juntas, son hermafroditas. El fruto es comestible, redondo con la piel púrpura (algunas veces blanco-verdoso). La piel de la fruta no es comestible. 

## Taxonomía
Chrysophyllum gonocarpum fue descrita por (Mart. & Eichler ex Miq.) Engl. y publicado en Botanische Jahrbücher für Systematik, Pflanzengeschichte und Pflanzengeographie 12: 520, 523. 1890.
Sinonimia
- Chloroluma gonocarpa (Mart. & Eichler ex Miq.) Baill.
- Chrysophyllum cearaense Allemão
- Chrysophyllum cysneiri Allemão
- Chrysophyllum lucumifolium Griseb.
- Chrysophyllum lucumifolium f. obtusata Chodat & Hassl.
- Chrysophyllum nemorale Rojas Acosta
- Chrysophyllum obtusifolium Allemão
- Chrysophyllum persicastrum Eichler
- Martiusella gonocarpa (Mart. & Eichler ex Miq.) Pierre
- Pouteria boliviana (Rusby) Baehni
- Sapota gonocarpa Mart. & Eichler ex Miq.
- Sideroxylon bolivianum Rusby
- Sideroxylon reticulatum Britton[4]